# Galla-Sidama

Mapa

escut

Galla-Sidama fou districte o província de l'Àfrica Oriental Italiana creada el 1936 i que va existir fins al 1941. Es dividia en les comissaries de Baco, Ovest, Borana, Caffa e Ghimirra, Gimma, Guraghé e Cambattà, Magi e Sciuro, Ometo, Sidamo i Uollega e Gundrù. L'Àfrica Oriental Italiana es va formar el 15 de gener de 1935 per la unió de les colònies d'Eritrea i Somàlia Italiana. El 3 d'octubre de 1935 els italians van envair Abissínia (Etiòpia) que fou formalment annexionada per Itàlia el 9 de maig de 1936 quedant incorporada a l'Àfrica Oriental Italiana; l'1 de juny següent es va establir una nova divisió interna per la qual es van crear sis districtes o províncies: Eritrea (a la que es va agregar la regió etiòpica de la província de Tigre), Somàlia Italiana (a la que es va agregar la regió etiòpica de l'Ogaden), Galla-Sidama (país dels oromos i sud d'Etiòpia), Harar (nord-est d'Etiòpia), Amhara (nord-oest) i Addis Abeba (centre).
El districte de Galla-Sidama va perdre una part del seu territori l'1 de gener de 1939, que fou agregat al districte d'Addis Abeba, que juntament amb territoris incorporats procedents del districte Amhara, van formar el nou districte de Scioa. El 23 de maig de 1941 el governador local va assolir el govern interí de tota l'Àfrica Oriental Italiana, però el juny de 1941 els britànics eren al districte que van dominar el 6 de juliol. Només Nasi, a Gondar, va mantenir la resistència.

## Governadors
- Carlo Geloso (1879 - 1957), governa de l'1 de juny de 1936 al 9 de juliol de 1938
- Armando Felsani, governa del 10 de juliol de 1938 al 12 d'agost de 1938
- Pietro Gazzera (1879 - 1953), governa del 12 d'agost de 1938 al 6 de juliol de 1941